# Margit Appelt
Margit Appelt (* 14. Januar 1975 in Wien) ist eine österreichische Reiterin und Trainerin.

## Karriere
Bei den Olympischen Sommerspielen 2004 nahm sie mit dem Pferd Ice On Fire im Vielseitigkeitsreiten teil. Mit ihren Team erreichte sie im Mannschaftswettkampf den 14. Platz. Im Einzelwettkampf schied sie nach Dressur und Geländeritt aus und verpasste das abschließende Springreiten.
Appelt ist Mitglied im Reitverein Inntal aus Tirol.